# Dawid Zawadzki
Dawid Zawadzki (ur. 1977 w Kutnie) – polski aktor filmowy i telewizyjny.

## Życiorys
W 2001 ukończył krakowską Państwową Wyższą Szkołę Teatralną.

## Życie prywatne
Ma trzech synów z żoną Małgorzatą: Jana (2012) i Juliana (2013)oraz Jeremiego. Para od ponad 10 lat hoduje owczarki niemieckie.

## Filmografia
- 2000: Duże zwierzę
- 2001: Boże skrawki jako oficer niemiecki zabijający młodego partyzanta
- 2002: Oświadczenie jako przyboczny
- 2003: Pogoda na jutro jako ochroniarz "Claudii"
- 2004: 20.10
- 2005 – 2015: Na dobre i na złe jako Marcin, współpracownik Domagalskiego (odc. 227-287), Robert (odc. 592)
- 2006: Oficerowie jako Max (w "Epilogu z Perłą") (odc. specjalny, dostępny w internecie)
- 2007: Niania jako dziennikarz (odc. 87)
- 2007: Kryminalni jako Damian Satlik (odc. 88)
- 2007: Jutro idziemy do kina jako Łukasik
- 2007: Determinator jako "Złotousty", człowiek Michty (odc. 1-13)
- 2008: Pitbull jako członek gangu Artaka (odc. 31)
- 2009: Kaszel umarlaka jako Juri
- 2010: Hotel 52 jako strażak Marcin, mąż Basi (odc. 23)
- 2011: Rezydencja jako Antek Zawadzki, mąż Karoliny
- 2011: Przepis na życie jako Klemens Wańko (odc. 4-19)
- 2011 – 2016: Ojciec Mateusz jako Właściciel Brutusa (odc. 77), Henryk Sławkowski, brat Tadeusza (odc.146), Tomasz Gabryś (odc. 209)
- 2012: Prawo Agaty jako Tomasz Świdera (odc. 27)
- 2012: Misja Afganistan jako plutonowy Jarosław Gnyś "Mamut", dowódca 1. drużyny II plutonu
- 2012: Lekarze jako szef firmy budowlanej (odc. 7, 12, 13)
- 2013: Wałęsa. Człowiek z nadziei jako kapitan MO
- 2013: Czas honoru jako Krupski, sierżant UB (odc. 66-78)
- 2013: Komisarz Alex jako Roman Soluch, szef Kulisza (odc. 50)
- 2013 – 2014: To nie koniec świata jako Tadeusz (odc. 2, 3, 7, 11, 13, 19)
- 2014: Sama słodycz jako policjant (odc.3)
- 2014: Przyjaciółki jako hydraulik (odc. 30, 33)
- 2014: Obywatel jako esbek
- 2014–2019: O mnie się nie martw jako Jacek Pękała, przyjaciel Krzysztofa
- 2015–2016: Strażacy jako Boguś Walczak (odc. 2-20)
- 2015: Zziajani jako Stefan, przyjaciel Tomka (odc. 6-7, 9-11, 13)
- 2015: Dziewczyny ze Lwowa jako ochroniarz gangstera (odc. 10)
- 2015–2016: Barwy szczęścia jako Wojciech Florczak, ojciec Hani (odc. 1289-1418)
- 2016: Jan Matejko "Stefan Batory pod Pskowem" jako Jan Zamoyski
- 2016: Belfer jako osiłek Marek, partner fryzjerki Danuty (odc.3)
- 2017: Niania w wielkim mieście jako Marek, ratownik medyczny, kolega Kuby (odc. 4, 6, 9)
- 2017: Druga szansa jako posterunkowy Sobiecki (sezon 4, odc.11)
- 2017–2019: Diagnoza jako Gerard Jureczko, mąż Wandy
- 2018–2019: W rytmie serca jako Wojciech, ojciec Jakuba, pracownik Zakładu Pogrzebowego "Kucharscy od 1986 r." w Kazimierzu Dolnym (odc.14, 15, 40)
- 2020–2021: Leśniczówka jako posterunkowy Antek Michalak
- 2021: Skazana